# Krisztina Tóth
Krisztina Toth (Miskolc, 29 maggio 1974) è una tennistavolista ungherese.